# هوب ميلز (كارولاينا الشمالية)
هوب ميلز (بالإنجليزية: Hope Mills, North Carolina)‏ هي بلدة أمريكية تقع في الولايات المتحدة في مقاطعة كومبرلاند، كارولاينا الشمالية. يقدر عدد سكانها بـ 15,176 نسمة ومساحتها 16.2 كم2 وترتفع عن سطح البحر 33 متر.

## التركيبة السكانية
حدّد مكتب تعداد الولايات المتحدة بيانات التركيبة السكانية لهوب ميلز في تعداد الولايات المتحدة. في ما يلي، التركيبة السكانية حسب تعدادي 2000 و2010.

### تعداد عام 2000
بلغ عدد سكان هوب ميلز 11,237 نسمة بحسب تعداد عام 2000، وبلغ عدد الأسر 4,112 أسرة وعدد العائلات 3,107 عائلة مقيمة في البلدة. في حين سجلت الكثافة السكانية 580.1 نسمة لكل كيلومتر مربع (1,502.5/ميل2). وبلغ عدد الوحدات السكنية 4,497 وحدة بمتوسط كثافة قدره 232.2 لكل كيلومتر مربع (601.4/ميل2).
وتوزع التركيب العرقي للبلدة بنسبة 73.04% من البيض و17.61% من الأمريكيين الأفارقة و2.03% من الأمريكيين الأصليين و1.26% من الأمريكيين ذوي الأصول الآسيوية و0.21% من سكان جزر المحيط الهادئ و2.77% من الأعراق الأخرى و3.08% من عرقين مختلطين أو أكثر و6.40% من الهسبانيون أو اللاتينيون من أي عرق.
بلغ عدد الأسر 4,112 أسرة كانت نسبة 49.7% منها لديها أطفال تحت سن الثامنة عشر تعيش معهم، وبلغت نسبة الأزواج القاطنين مع بعضهم البعض 54% من أصل المجموع الكلي للأسر، ونسبة 17.4% من الأسر كان لديها معيلات من الإناث دون وجود شريك،  بينما كانت نسبة 4.2% من الأسر لديها معيلون من الذكور دون وجود شريكة وكانت نسبة 24.4% من غير العائلات. تألفت نسبة 19.7% من أصل جميع الأسر من عدة أفراد يعيشون في نفس المنزل ونسبة 5.3% كانت تتألف من شخص يعيش بمفرده يبلغ من العمر 65 عاماً أو أكثر. وبلغ متوسط حجم الأسرة المعيشية 2.73، أما متوسط حجم العائلات فبلغ 3.13.
بلغ العمر الوسطي للسكان 30.6 عاماً. وكانت نسبة 32.1% من القاطنين تحت سن الثامنة عشر، وكانت نسبة 8.2% بين الثامنة عشر والرابعة والعشرين عاماً، ونسبة 37% كانت واقعةً في الفئة العمرية ما بين الخامسة والعشرين والرابعة والأربعين عاماً، ونسبة 16.8% كانت ما بين الخامسة والأربعين والرابعة والستين، ونسبة 5.8% كانت ضمن فئة الخامسة والستين عاماً فما فوق. يوجد لكل 100 أنثى 90.4 ذكر، ويوجد لكل 100 أنثى في الثامنة عشر من عمرها فما فوق 85.9 ذكر.
بلغ متوسط دخل الأسرة في البلدة 40,697 دولارًا، أما متوسط دخل العائلة فبلغ 44,866 دولارًا. وكان متوسط دخل الذكور 34,120 دولارًا مقابل 21,845 دولارًا للإناث. وسجل دخل الفرد الخاص بالبلدة 16,534 دولارًا. وكانت نسبة 5.7% من العائلات ونسبة 7.8% من السكان تحت خط الفقر، وكان من هؤلاء نسبة 8.7% تحت سن الثامنة عشر ونسبة 13.7% في الخامسة والستين من العمر وما فوق.

### تعداد عام 2010
بلغ عدد سكان هوب ميلز 15,176 نسمة بحسب تعداد عام 2010، وبلغ عدد الأسر 5,621 أسرة وعدد العائلات 4,093 عائلة مقيمة في البلدة. في حين سجلت الكثافة السكانية 783.5 نسمة لكل كيلومتر مربع (2,029.3/ميل2). وبلغ عدد الوحدات السكنية 6,048 وحدة بمتوسط كثافة قدره 312.2 لكل كيلومتر مربع (808.6/ميل2).
وتوزع التركيب العرقي للبلدة بنسبة 61.89% من البيض و26.52% من الأمريكيين الأفارقة و1.94% من الأمريكيين الأصليين و1.81% من الأمريكيين ذوي الأصول الآسيوية و0.26% من سكان جزر المحيط الهادئ و2.94% من الأعراق الأخرى و4.65% من عرقين مختلطين أو أكثر و10.01% من الهسبانيون أو اللاتينيون من أي عرق.
بلغ عدد الأسر 5,621 أسرة كانت نسبة 46.3% منها لديها أطفال تحت سن الثامنة عشر تعيش معهم، وبلغت نسبة الأزواج القاطنين مع بعضهم البعض 46.5% من أصل المجموع الكلي للأسر، ونسبة 21.7% من الأسر كان لديها معيلات من الإناث دون وجود شريك،  بينما كانت نسبة 4.6% من الأسر لديها معيلون من الذكور دون وجود شريكة وكانت نسبة 27.2% من غير العائلات. تألفت نسبة 22.6% من أصل جميع الأسر من عدة أفراد يعيشون في نفس المنزل ونسبة 6.1% كانت تتألف من شخص يعيش بمفرده يبلغ من العمر 65 عاماً أو أكثر. وبلغ متوسط حجم الأسرة المعيشية 2.68، أما متوسط حجم العائلات فبلغ 3.14.
بلغ العمر الوسطي للسكان 31.9 عاماً. وكانت نسبة 30.5% من القاطنين تحت سن الثامنة عشر، وكانت نسبة 9.3% بين الثامنة عشر والرابعة والعشرين عاماً، ونسبة 30.1% كانت واقعةً في الفئة العمرية ما بين الخامسة والعشرين والرابعة والأربعين عاماً، ونسبة 22.5% كانت ما بين الخامسة والأربعين والرابعة والستين، ونسبة 7.5% كانت ضمن فئة الخامسة والستين عاماً فما فوق. وتوزع التركيب الجنسي للسكان بنسبة 46% ذكور و54% إناث.